# Jan z Jičína
Jan z Jičína (deutsch Johann von Jitschin) († nach 1423) war ein tschechischer radikaler Reformator. 
Die historischen Quellen schweigen sich über das frühe Leben des Johann aus, so ist nicht einmal seine Herkunft geklärt. Zwischen den Jahren 1404 legte er als Schüler von Nikolaus von Dresden (Mikuláš z Drážďan) die Bachelorprüfung ab und 1408 die des Meisters der Freien Künste an der Prager Universität. Zur gleichen Zeit wurde Johann auch ein Anhänger der Reformatoren der Kirche. 
1410 verteidigte er gemeinsam mit Jan Hus John Wyclifs Werk De materia et forma. Im Anaxagoras, einem Quodlibet von Hus beantwortete er die Quaestio Utrum materia prima est idem compositum in numero cum forma an informis (Ob der erste Stoff eine Zusammensetzung bezüglich der Zahl der Formen sei oder unförmig). Ein Jahr später bei Michal Čížek z Malenic beantwortete er die Frage Utrum universalia in essendo possunt suscipere predicacionem accidentalem.
1412 ehrte er drei getötete Handwerkergesellen und Reformatoren, Jan, Martin und Stašek, die gegen die Kirchenablässe predigten, in der Bethlehemskapelle als die ersten Märtyrer der Hussitenbewegung. Erhalten blieb sein Ausspruch „Diese sind Heilige“. Er wurde einer der Anführer der Taboriten-Priester, unter anderem wird er 1415 in Sezimovo Ústí erwähnt. In Tábor, wo er sich an der Unterdrückung der so genannten Adamitischen Sekte beteiligte, veröffentlichte er 1421 gemeinsam mit Mikuláš Biskupec eine Schmähschrift gegen den Pikartismus des Priesters Nikolaus und wandte sich schriftlich um Entscheidung zum eucharistischen Disputs mit den Pikarten an Jakobellus von Mies und Jan z Příbrami.

## Werkausgaben
- Magistri Iohannis Hus Quodlibet, 1948
- Robert Kalivoda: Husitská ideologie, 1961

| Personendaten    | Personendaten                      |
| ---------------- | ---------------------------------- |
| NAME             | Jan z Jičína                       |
| ALTERNATIVNAMEN  | Johann von Jitschin                |
| KURZBESCHREIBUNG | tschechischer radikaler Reformator |
| GEBURTSDATUM     | 14. Jahrhundert                    |
| STERBEDATUM      | nach 1423                          |